# Andorra CF
Andorra Club de Fútbol – hiszpański klub piłkarski z siedzibą w mieście  Andorra w prowincji Teruel, w autonomicznej wspólnocie Aragonia. Założony w 1957 roku, obecnie gra w Regional Preferente de Aragón (Grupa 3).. Mecze piłkarskie w roli gospodarza rozgrywa na Estadio Juan Antonio Endeiza, obiekcie o pojemności 3000 miejsc.

## Historia

### Nazwy klubu
- Calvo Sotelo Andorra (1957–73)
- Endesa Andorra (1973–2001)
- Andorra CF (2001–)

## Sezony
| Sezon   | Poziom rozgrywkowy | Liga    | Miejsce | Puchar Króla |
| ------- | ------------------ | ------- | ------- | ------------ |
| 1957/58 | 4                  | 1ª Reg. | —       |              |
| 1958/59 | 3                  | 3ª      | 11      |              |
| 1959/60 | 3                  | 3ª      | 10      |              |
| 1960/61 | 3                  | 3ª      | 11      |              |
| 1961/62 | 3                  | 3ª      | 4       |              |
| 1962/63 | 3                  | 3ª      | 7       |              |
| 1963/64 | 3                  | 3ª      | 1       |              |
| 1964/65 | 3                  | 3ª      | 1       |              |
| 1965/66 | 3                  | 3ª      | 2       |              |
| 1966/67 | 3                  | 3ª      | 3       |              |
| 1967/68 | 3                  | 3ª      | 5       |              |
| 1968/69 | 3                  | 3ª      | 13      |              |
| 1969/70 | 3                  | 3ª      | 8       |              |
| 1970/71 | 3                  | 3ª      | 15      |              |
| 1971/72 | 3                  | 3ª      | 16      |              |
| 1972/73 | 3                  | 3ª      | 9       |              |

| Sezon   | Poziom rozgrywkowy | Liga                 | Miejsce | Puchar Króla   |
| ------- | ------------------ | -------------------- | ------- | -------------- |
| 1973/74 | 3                  | 3ª                   | 18      |                |
| 1974/75 | 4                  | Preferente Aragonesa | 1       |                |
| 1975/76 | 3                  | 3ª                   | 14      |                |
| 1976/77 | 4                  | Preferente Aragonesa | 2       |                |
| 1977/78 | 4                  | 3ª                   | 3       |                |
| 1978/79 | 4                  | 3ª                   | 4       |                |
| 1979/80 | 4                  | 3ª                   | 4       | Pierwsza runda |
| 1980/81 | 4                  | 3ª                   | 2       | Druga runda    |
| 1981/82 | 3                  | 2ªB                  | 9       | Pierwsza runda |
| 1982/83 | 3                  | 2ªB                  | 15      | Druga runda    |
| 1983/84 | 3                  | 2ªB                  | 12      |                |
| 1984/85 | 3                  | 2ªB                  | 4       | Druga runda    |
| 1985/86 | 3                  | 2ªB                  | 13      | Pierwsza runda |
| 1986/87 | 4                  | 3ª                   | 1       |                |
| 1987/88 | 3                  | 2ªB                  | 4       | Pierwsza runda |
| 1988/89 | 3                  | 2ªB                  | 12      | Pierwsza runda |

| Sezon   | Poziom rozgrywkowy | Liga | Miejsce | Puchar Króla   |
| ------- | ------------------ | ---- | ------- | -------------- |
| 1989/90 | 3                  | 2ªB  | 11      |                |
| 1990/91 | 3                  | 2ªB  | 19      | Trzecia runda  |
| 1991/92 | 4                  | 3ª   | 1       | Druga runda    |
| 1992/93 | 3                  | 2ªB  | 15      | Trzecia runda  |
| 1993/94 | 3                  | 2ªB  | 18      | Trzecia runda  |
| 1994/95 | 4                  | 3ª   | 1       | Pierwsza runda |
| 1995/96 | 3                  | 2ªB  | 20      | Druga runda    |
| 1996/97 | 4                  | 3ª   | 3       |                |
| 1997/98 | 3                  | 2ªB  | 20      | Pierwsza runda |
| 1998/99 | 4                  | 3ª   | 1       |                |
| 1999/00 | 4                  | 3ª   | 3       |                |
| 2000/01 | 4                  | 3ª   | 5       |                |
| 2001/02 | 4                  | 3ª   | 12      |                |
| 2002/03 | 4                  | 3ª   | 12      |                |
| 2003/04 | 4                  | 3ª   | 3       |                |

| Sezon   | Poziom rozgrywkowy | Liga                 | Miejsce | Puchar Króla   |
| ------- | ------------------ | -------------------- | ------- | -------------- |
| 2004/05 | 4                  | 3ª                   | 8       |                |
| 2005/06 | 4                  | 3ª                   | 3       |                |
| 2006/07 | 4                  | 3ª                   | 3       |                |
| 2007/08 | 4                  | 3ª                   | 5       |                |
| 2008/09 | 4                  | 3ª                   | 6       |                |
| 2009/10 | 4                  | 3ª                   | 6       |                |
| 2010/11 | 4                  | 3ª                   | 1       |                |
| 2011/12 | 3                  | 2ªB                  | 17      | Trzecia runda  |
| 2012/13 | 4                  | 3ª                   | 2       |                |
| 2013/14 | 4                  | 3ª                   | 10      |                |
| 2014/15 | 4                  | 3ª                   | 5       |                |
| 2015/16 | 4                  | 3ª                   | 2       |                |
| 2016/17 | 4                  | 3ª                   | 20      | Pierwsza runda |
| 2017/18 | 4                  | Preferente Aragonesa | 9       |                |
| 2018/19 | 4                  | Preferente Aragonesa |         |                |

- 14 sezonów w Segunda División B[1]
- 43 sezony w Tercera División[1]

## Sukcesy
- Tercera División:

Zwycięzcy (7x): 1963–64, 1964–65, 1986–87, 1991–92, 1994–95, 1998–99, 2010–11
Drugie miejsce (4x): 1965–66, 1980–81, 2012–13, 2015–16

## Znani gracze
- Alberto Belsué
- Jesús Seba
- Txiki
- Goran Drulić